# Eric Dolphy

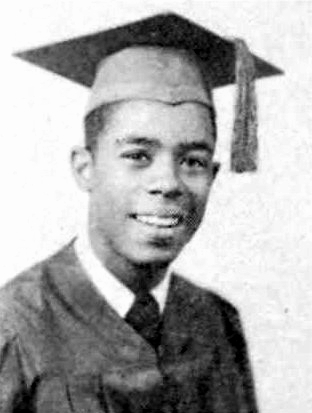
Eric Dolphy in 1947

Eric Allan Dolphy, Jr. (Los Angeles, 20 juni 1928 – Berlijn, 29 juni 1964) was een Amerikaans jazzmusicus en componist. Dolphy was een multi-instrumentalist; hij speelde dwarsfluit, klarinet, basklarinet, en altsaxofoon. Hij speelde vaak samen met Charles Mingus. Naast zijn unieke componeer- en arrangeerstijl en zijn direct herkenbare, hoogstpersoonlijke manier van spelen (met vaak grote intervalsprongen), was zijn grootste verdienste de introductie van de basklarinet binnen de jazz.

## Levensloop
Eric Dolphy kreeg al op jonge leeftijd fluitles. Hij begon tijdens zijn schooltijd klarinet te spelen in de schoolband. Zijn vader liet voor hem de garage ombouwen tot een studio waar hij kon oefenen. Hier maakte hij ook op latere leeftijd nog graag gebruik van. Hij bleef zich zijn hele leven ontwikkelen en was een musicus 'pur sang'.
Hij speelde in de late jaren veertig in de band van Roy Porter, waarna hij een paar jaar zijn dienstplicht vervulde. In het Amerikaanse leger speelde hij ook in bands, en via meerdere belangrijke bands werd Dolphy vervolgens lid van het populaire Chico Hamiltonquintet waarmee hij zeer succesvol was. In 1959 verhuisde hij naar New York waar hij ging spelen in de band van Charles Mingus. In deze tijd werkte hij mee aan het grensverleggende album Free Jazz van Ornette Coleman. Hij zat in groepen van grootheden als John Coltrane en George Russell en toerde meerdere keren door de Verenigde Staten en Europa.
Daarnaast nam hij deel aan Third Stream-concerten van Gunther Schuller en John Lewis. Er volgden enige albums onder zijn eigen naam zoals het klassieke Out to Lunch (1964; Blue Note Records). Zijn grootste verdienste bestond naast zijn zeer opmerkelijke improvisaties en composities uit de succesvolle introductie van de basklarinet als instrument binnen de jazz. Vanwege het harde (politieke) klimaat in Amerika bracht hij de laatste jaren van zijn leven voornamelijk in Europa door, waar in die tijd meer belangstelling voor avant-gardemuziek bestond. Dolphy stierf in Berlijn tijdens een tournee aan complicaties van zijn niet herkende suikerziekte. Hij was een uiterst bescheiden man zonder slechte gewoontes. Hij was in staat inventieve solo's van tien minuten of meer neer te zetten. Charles Mingus, die zelf een opvliegend karakter had, omschreef hem als een 'heilige'.

## Eric Dolphy en Frank Zappa
- Frank Zappa noemde Eric Dolphy als een van zijn grote voorbeelden.[bron?]
- Op de Zappa-lp Weasels Ripped My Flesh uit 1969 memoreert hij Dolphy met zijn stuk The Eric Dolphy Memorial Barbecue.
- Op de achterkant van de Mothers of Invention-lp Freak Out! wordt Dolphy genoemd als een van de mensen zonder wiens invloed deze plaat er geheel anders uitgezien zou hebben.
- Een coverillustratie gemaakt door Cal Schenkel, die werd gemaakt voor een nooit verschenen Dolphy-album, was de basis voor de Zappa-lp Burnt Weeny Sandwich.

## Discografie
Als orkestleider:
- Hot & Cool Latin (1959)
- Wherever I Go (1959)
- Status (1960)
- Dash One (1960)
- Outward Bound (1960)
- Here and There (1960)
- Looking Ahead (1960)
- Fire Waltz (1960)
- Other Aspects (1960)
- Out There (1960)
- The Caribe with the Latin Jazz Quintet (1960)
- Candid Dolphy (1960)
- Magic (1960)
- Far Cry (1960)
- Eric Dolphy (1960)
- The Quest (1961)
- The Great Concert of Eric Dolphy [live] (1961)
- Live! at the Five Spot, Vol. 1 (1961)
- Live! at the Five Spot, Vol. 2 (1961)
- * Eric Dolphy and Booker Little Memorial Album (1961) (more from the Five Spot)
- Latin Jazz Quintet (1961)
- Berlin Concerts [live] (1962)
- Eric Dolphy in Europe, Vol. 1 [live] (1961)
- Eric Dolphy in Europe, Vol. 2 (1961)
- Eric Dolphy in Europe, Vol. 3 (1961)
- Copenhagen Concert [live] (1961)
- Softly, As in a Morning Sunrise (1961)
- Quartet 1961 (1961)
- Vintage Dolphy (1962)
- Conversations (1963) (also known as Jitterbug Waltz)
- Iron Man (1963)
- The Illinois Concert [live] (1963)
- Out to Lunch (1964)
- Last Date (1964)
- Naima (1964)
- Unrealized Tapes (1964)
- Eric Dolphy Quintet featuring Herbie Hancock: Complete Recordings (1964)

Met Clifford Brown
- Clifford Brown + Eric Dolphy – Together: Recorded Live At Dolphy's Home, Los Angeles (1954)

Met Chico Hamilton
- Chico Hamilton Quintet with Strings Attached (1958)
- The Original Ellington Suite (1958)
- Chico Hamilton - Gongs East! (1958)
- That Hamilton Man (1959)(also released as Truth

Met Charles Mingus
- Mingus Revisited [aka Pre-Bird] (1960)
- Charles Mingus Presents Charles Mingus (1960)
- Mingus at Antibes (1960)
- Mingus Mingus Mingus Mingus Mingus (1963)
- Town Hall Concert (1964)
- The Great Concert of Charles Mingus (1964)
- Revenge! (1964)
- Charles Mingus Sextet with Eric Dolphy: Cornell 1964 (2007)

Met Ornette Coleman
- Free Jazz: A Collective Improvisation (1960)

Met Oliver Nelson
- Screamin' the Blues (1960)
- The Blues and the Abstract Truth (1961)
- Straight Ahead (1961)

Met John Coltrane
- Olé Coltrane (1961)
- Africa/Brass (1961)
- Live at the Village Vanguard (1961)
- John Coltrane Featuring Eric Dolphy – Live At Birdland (1962)
- Impressions (One Track, "India") (1963)

Met Makanda Ken McIntyre
- Looking Ahead (1960)

Booker Little
- Out Front (1960)

Met John Lewis
- Jazz abstractions (1960)

Met George Russell
- Ezz-thetics (1961)

Met Max Roach
- Percussion Bitter Sweet (1961)

Met Ron Carter
- Where? (1961)

Met Andrew Hill
- Point of Departure (1964)

Met John Lewis
- The Sextet of Orchestra U.S.A. (1964)